# Tampakan
Tampakan ist eine philippinische Stadtgemeinde in der Provinz South Cotabato. Sie hat 39.525 Einwohner (Zensus 1. August 2015).

## Baranggays
Tampakan ist politisch in 13 Baranggays unterteilt.
- Santa Cruz
- Maltana
- San Isidro
- Kipalbig
- Buto
- Lambayong
- Liberty
- Lampitak
- Palo
- Danlag
- Pula Bato
- Albagan
- Tablu